# وأشرق الإسلام بالحب (مسلسل)
وأشرق الإسلام بالحب هو مسلسل تاريخي إسلامي مصري.

## بطولة
| عائلة غياث - ليلى طاهر - رشوان توفيق - وجدي العربي - سوسن بدر - دينار | الجانب الروماني - محمد وفيق - نسرين - عبد الرحمن أبو زهرة - حسن حسني - مصطفى الخضري - خالد الذهبي - عادل عطية | عائلة أبن عبادة - مديحة حمدي - محمد السبع عائلة زيد - أشرف عبد الغفور - محمد الدفراوي - أحمد عبد الوارث | عائلة ابن معاذ - أنور إسماعيل - صلاح رشوان عائلة حنظلة - حسين الشربيني - فاروق سليمان - مصطفى الدمرداش | بالإشتراك مع - محمد إسماعيل - أنور محمد - مقبولة علم الدين |